# Ta’xi (ort i Kina, Heilongjiang Sheng, lat 49,49, long 126,23)
Ta'xi (kinesiska: 塔溪, 塔溪乡) är en ort i Kina. Den ligger i provinsen Heilongjiang, i den nordöstra delen av landet, omkring 420 kilometer norr om provinshuvudstaden Harbin. Antalet invånare är 9 265. Befolkningen består av 4 393 kvinnor och 4 872 män. Barn under 15 år utgör 16,0 %, vuxna 15-64 år 77 %, och äldre över 65 år 5,0 %.
Runt Ta'xi är det ganska glesbefolkat, med 34 invånare per kvadratkilometer. Det finns inga andra samhällen i närheten. Trakten runt Ta'xi består till största delen av jordbruksmark.
Genomsnittlig årsnederbörd är 928 millimeter. Den regnigaste månaden är juli, med i genomsnitt 233 mm nederbörd, och den torraste är januari, med 11 mm nederbörd.